# New Found Glory
New Found Glory este o formație punk rock americană, înființată în 1997, în Florida. Au lansat șapte albume de studio, un album live, două EP-uri și trei albume de cover-uri.

## Componența
Membri actuali
- Jordan Pundik - voce
- Chad Gilbert - chitară
- Ian Grushka - chitară bas
- Cyrus Bolooki - tobe

Foști membri
- Steve Klein - chitară

## Discografie
- Nothing Gold Can Stay (1999)
- New Found Glory (2000)
- Sticks and Stones (2002)
- Catalyst (2004)
- Coming Home (2006)
- Not Without a Fight (2009)
- Radiosurgery (2011)
- Resurrection (2014)